# Исикава, Суэхиро
Суэхиро Исикава (яп. 石川末廣; род. 27 сентября 1979, Судзука, Миэ) — японский легкоатлет, специалист по бегу на длинные дистанции и марафону. Выступал за сборную Японии по лёгкой атлетике в 2000-х — 2010-х годах, участник ряда крупных международных соревнований, в том числе летних Олимпийских игр в Рио-де-Жанейро.

## Биография
Суэхиро Исикава родился 27 сентября 1979 года в городе Судзука префектуры Миэ, Япония.
Занимался лёгкой атлетикой во время учёбы в Университете Тоё, где получил степень в области экономики. Проходил подготовку под руководством Ёсукэ Осавы.
Активно выступал на различных шоссейных соревнованиях начиная с 1998 года, стартовал на дистанциях 10 и 20 км, а также бегал полумарафон. Выступал в основном на небольших местных соревнованиях в Японии, в отдельных случаях попадал в число призёров.
В 2009 году вошёл в основной состав японской национальной сборной и принял участие в чемпионате мира по кроссу в Аммане, где в личном зачёте мужчин занял итоговое 47 место.
Начиная с 2012 года стал пробовать себя в марафоне, в частности в этом сезоне пробежал Марафон озера Бива и Берлинский марафон, заняв на них 12 и 11 места соответственно.
В 2013 году финишировал шестым на озере Бива и седьмым в Берлине, при этом на домашнем старте установил свой личный рекорд в данной дисциплине — 2:09:10.
В 2014 году стал тринадцатым на Токийском марафоне.
Выполнив олимпийский квалификационный норматив 2:19:00, удостоился права защищать честь страны на летних Олимпийских играх 2016 года в Рио-де-Жанейро — в программе мужского марафона показал время 2:17:08, расположившись в итоговом протоколе соревнований на 36 позиции.
В 2017 году пробежал Марафон озера Бива с временем 2:11:05 и занял итоговое шестое место.